# Източна Тракия
Източна Тракия (на турски: Doğu Trakya; на гръцки: Ανατολική Θράκη, Анатоликѝ Тра̀ки) е част от Тракия, отговаряща приблизително на територията на Европейска Турция или турските вилаети Лозенград (Къркларели), Родосто (Текирдаг) и Одрин (Едирне), както и европейските части от вилаетите Истанбул и Чанаккале. Към Източна Тракия принадлежи и остров Имброс (Гьокчеада), част от турския вилает Чанаккале. Като части от Източна Тракия се споменават и районите на Свиленград и Малко Търново, които остават в България съгласно Цариградския договор от 1913 г.
Понякога в българската историческа литература под Източна Тракия се разбира не цяла Европейска Турция, а Одринска Тракия – територията приблизително на запад от линията Мидия – Енос, която по Лондонския договор е отстъпена от Османската империя на България като член на Балканския съюз.

## География
Географски площта на Източна Тракия е 23 764 км² (включително европейската част на Истанбул), а населението ѝ (2000) е 1 378 422 жители (без европейската част на Истанбул).

## История
Източна и Западна (Беломорска) Тракия са двете части на тази историко-географска област (Тракия), понастоящем намиращи се извън пределите на България. Разделението между тях е условно – с изключение на естествената водна бариера на река Марица, тези две области са обособени единствено от държавната граница между Гърция и Турция.

### Антична история
Регионът е заселен още през 12 – 9 век пр. Хр. с тракийски племена. Най-известни от тях са одрисите, които създават силно царство през периода 6 – 5 век пр. Хр. Столицата на одриското царство се намира в Ускудама (днес Одрин). При тракийските царе Терес I и Ситалк Одриското царство обединява множество тракийски племена, а границите се простират от Мраморно и Бяло море до река Дунав.
По време на Пелопонеската война (431 – 404 г. пр. Хр.) Одриското царство взима страната на Атина, но скоро одриските владетели започват да подкрепят и Спарта. През 4 – 3 век пр. Хр. Одриското царство не устоява на агресията на македонските владетели Филип II и Александър Македонски и територията на Източна Тракия пада под македонска власт. Тя се освобождава от нея през царуването на тракийския цар Севт III, запазил одриската династия във вътрешността на Тракия. Следва период на взаимни войни с Македония и Птолемеевото царство на елинистическите владетели в Египет за крайбрежието на Източна Тракия, където одрисите успяват да задържат територията ѝ в своите граници.
През 2 век пр. Хр. започва експанзията на Римската република на Балканите, а Одриското царство скоро става съюзник на Рим. Одриската династия обаче се смесва със Сапейската – друга съюзна на Рим династия, а в крайна сметка цар на одриското царство става Реметалк I. Той и наследниците му продължават съюза си с Рим до 45 г.сл. Хр., когато Одриското царство става Римска провинция Тракия.
През 3 век император Диоклециан извършва административна реформа, разделя провинция Тракия на части и тук е разположена провинция Европа. След разделянето на Римската империя на Западна и Източна, територията на Източна Тракия попада в Източната Римска империя (Византия). Независимо от римско-византийското владичество траките, които са основно население на тази територия, запазват етническото си самосъзнание чак до славянските нашествия през 6 – 7 век.

### Средновековна история
През 6 – 7 век славяните и други народи заселват територията на Балканския полуостров и постепенно асимилират траките, което важи и за Източна Тракия. По-късно, през 681 г., славянизираните траки и прабългарите започват да се сливат в единна българска народност и държава.
През 7 – 9 век България отвоюва териториите на юг от Стара планина от Византия и включва славяноезичното население в територията си. По време на царуването на Симеон Велики Източна Тракия е присъединена към България, а по-голямата част от населението ѝ вече е с българско етническо самосъзнание.
По-късно Източна Тракия преживява няколко отвоювания от Византия и България и пада под османско владичество през 14 век.

### Балканската война
България се обединява с другите балкански държави и започва война срещу Османската империя, като българската армия тогава е била преобладаващата военна сила. Тази война е започнала 1912 г.